# Danfung Dennis

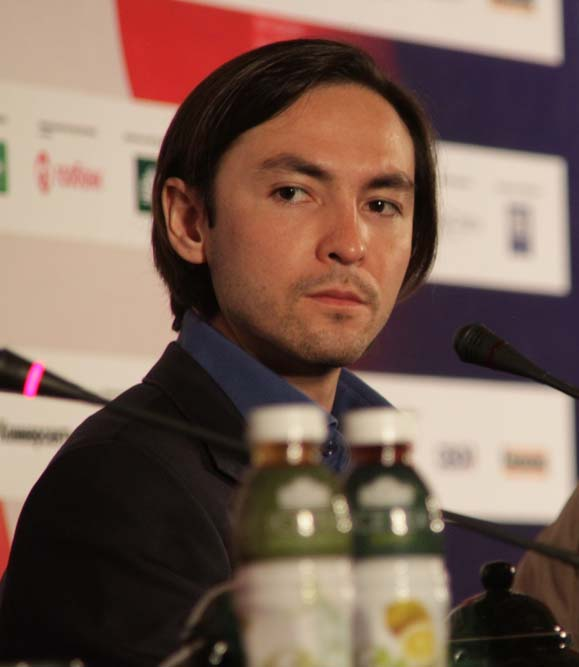
Danfung Dennis auf dem Moscow International Film Festival

Danfung Dennis (geb. um 1982) ist ein US-amerikanischer Fotojournalist, Kriegsberichterstatter und Dokumentarfilmer.

## Leben
Danfung Dennis ist das Kind von Minfong Ho, einer sinoamerikanischen Schriftstellerin, und John Value Dennis, Jr. einem US-amerikanischen Bodenkundler. 2004 schloss er sein Studium an der Cornell University in „Applied Economics and Business Management“ ab. Seine Arbeit als freier Fotojournalist begann für das Associated-Press-Büro in Peking. Dennis war seit 2006 als freier Fotojournalist im Afghanistankrieg tätig. 2007 verbrachte er insgesamt sechs Monate im Irakkrieg.  Seine Fotos wurden in Magazinen und Zeitungen wie Newsweek, TIME, The New York Times, The Washington Post, The Guardian, Der Spiegel und The Wall Street Journal veröffentlicht.
Er verbrachte im Juli 2009 vier Wochen mit der US Marines Echo Company, 2nd Battalion, 8th Marine Regiment als akkreditierter Fotojournalist für die New York Times. Daraus entstand Dennis’ erster Dokumentarfilm Hell and Back Again. Der Wechsel vom Fotojournalismus entstand aus einer „Frustration“ über den Fotojournalismus, wodurch Dennis zu filmischen Mitteln griff, um die Menschen zum Thema des Afghanistankrieges „wachzurütteln“. Für seinen Dokumentarfilm gewann er den Preis der Jury beim Sundance Film Festival 2011 und den „Silver St. George“ beim Moscow International Film Festival 2011. Zudem wurde er am 24. Januar 2012 mit dem Film für einen Oscar in der Kategorie „Bester Dokumentarfilm“ nominiert.
Im September 2010 gründete Dennis die Firma Condition ONE. Diese entwickelte eine App für das iPad, in der 360°-Videoaufnahmen interaktiv angeschaut werden können.